# Amphidraus auriga
Amphidraus auriga là một loài nhện trong họ Salticidae.
Loài này thuộc chi Amphidraus. Amphidraus auriga được Eugène Simon miêu tả năm 1900.